# Пертінакс (візантійський єпископ)
Пертінакс  (грец. Περτίναξ) — Візантійський єпископ у 169–187 роках.
Відомості про Пертінакса згадуються в працях історика Дорофея Тирського. За його інформацією, Пертінакс був римським чиновником високого рангу у Фракії. Коли Пертінакс захворів, він почув про чудесні зцілення серед послідовників нової релігії, християнства. Пертінакс звернувся до єпископа Аліпія, який тоді перебував в Елайї. Після свого зцілення, яке Пертінакс приписував молитвам Апілія, він зрікся своєї релігії та навернувся до християнства.
Незабаром Пертінакс був висвячений Апілієм на пресвітера, а після його смерті став єпископом Візантії.
Пертінакс за власні кошти збудував вже третій християнський храм в районі Сикеон (зараз Галата), біля моря, в місці, яке він назвав «Мир» (грец. Ειρήνη). Поблизу храму християни почали зводити свої будинки, створюючи, таким чином, невеличке місто.
У патріарших списках вказується, що Пертінакс був єпископом Візантії протягом 19 років, з 169 по 187 рік. Але, ймовірно, сюди також включений час його пресвітерства.
Пертінакс помер у 187 році. Його наступником став Олімпіан.